# Municipio de North (condado de Labette)
El municipio de North (en inglés: North Township) es un municipio ubicado en el condado de Labette en el estado estadounidense de Kansas. En el año 2010 tenía una población de 601 habitantes y una densidad poblacional de 7,32 personas por km².

## Geografía
El municipio de North se encuentra ubicado en las coordenadas 37°20′11″N 95°12′18″O / 37.33639, -95.20500. Según la Oficina del Censo de los Estados Unidos, el municipio tiene una superficie total de 82.09 km², de la cual 80,88 km² corresponden a tierra firme y (1,48 %) 1,21 km² es agua.

## Demografía
Según el censo de 2010, había 601 personas residiendo en el municipio de North. La densidad de población era de 7,32 hab./km². De los 601 habitantes, el municipio de North estaba compuesto por el 93,18 % blancos, el 2,16 % eran afroamericanos, el 0,83 % eran amerindios, el 0,67 % eran asiáticos, el 0,33 % eran de otras razas y el 2,83 % eran de una mezcla de razas. Del total de la población el 2 % eran hispanos o latinos de cualquier raza.